# Волошин, Лаврентий Иванович
Лавре́нтий Ива́нович Воло́шин  (10 августа 1897 года, с. Березань, ныне город Киевской области — 11 декабря 1944 года) — советский военный разведчик и военачальник, полковник (16.8.1938). Герой Советского Союза (28.04.1945).

## Биография
Родился в семье рабочих. Украинец. В 1916 году был призван в Русскую императорскую армию. Служил в 9-м запасном кавалерийском полку: рядовой, взводный унтер-офицер. В феврале 1917 года демобилизован.
В Красную армию был мобилизован в феврале 1920 года. Воевал в Гражданской войне командиром взвода отдельного кавалерийского дивизиона при штабе 14-й армии, начальником кавалерийского отряда Юго-Западного фронта по ликвидации бандитизма, с июня 1920 — командиром взвода ударного кавалерийского эскадрона в 14-й армии на Юго-Западном фронте, с ноября — начальник команды охраны поезда Реввоенсовета 14-й армии. Участник боевых действий против антисоветских формирований в районе Одессы, Тирасполя и на Правобережной Украине, против войск генерала А. И. Деникина и польской армии. За боевые отличия в Гражданской войне был награждён орденом Красного Знамени в 1928 году, к 10-летию Красной Армии. В декабре 1920 года направлен на учёбу.
В 1922 году окончил Омскую высшую военную школу Сибири. С апреля 1922 года — командир эскадрона 28-го кавалерийского полка 4-й Сибирской отдельной кавалерийской бригады, в составе которого в Забайкалье воевал против остатков войск генерала Р. Ф. Унгерна фон Штернберга. С декабря 1922 года — курсовой командир 3-й Самарской кавалерийской школы, с сентября 1924 — курсовой командир Объединённой Киевской военной школы имени С. С. Каменева. С сентября 1927 года  помощник командира, с ноября 1929 - командир эскадрона в Украинской кавалерийской школе имени С. М. Будённого. С апреля 1931 по апрель 1932 года — начальник штаба 2-го кавалерийского полка 1-й кавалерийской дивизии в Украинском военном округе. Затем - на учёбе. Член ВКП(б) с 1928 года.
Окончил Военную академию им. М. В. Фрунзе (1936). С апреля 1936 года служил начальником курсов военных переводчиков при разведывательном управлении штаба Закавказского военного округа. С ноября 1938 года — начальник 4-го (разведывательного) отдела штаба армейской кавалерийской группы войск Киевского Особого военного округа. В сентябре 1939 года участвовал в походе РККА в Западную Украину. Осенью 1939 года переведён в отдел спецзаданий Генерального штаба РККА, и с декабря 1939 по начало 1943 года находился в длительной правительственной командировке в Китае. Советский Союз в то время был заинтересован в единстве Китая перед лицом японской агрессии и поэтому оказывал помощь правительству Чан Кайши в борьбе с сепаратистскими движениями. В-частности, полковник Волошин работал против уйгурских сепаратистов и участвовал в боевых действиях в Восточном Туркестане на стороне китайских правительственных войск. За успешное выполнение задания награждён орденом Красной Звезды и китайским орденом.  
Участник Великой Отечественной войны с июля 1943 года. Заместитель начальника разведывательного отдела Брянского и 2-го Прибалтийского (с октября 1943) фронтов с июля 1943 по сентябрь 1944 года. Принимал участие в подготовке и проведении Брянской, Ленинградско-Новгородской, Режицко-Двинской и Мадонской наступательных операциях. Затем был направлен на 2-й Украинский фронт и 30 октября 1944 года принял командование 316-й стрелковой дивизией.
Командир 316-й стрелковой Темрюкской Краснознамённой дивизии 23-го стрелкового корпуса 46-й армии 2-го Украинского фронта полковник Л. И. Волошин отличился в Будапештской наступательной операции. 21 ноября 1944 года 316-я стрелковая дивизия под его командованием с тяжёлыми боями форсировала рукав Дуная Чепели Дунаг (Шорокшарский Дунай), захватила плацдарм южнее Будапешта и успешно продолжала наступать на Будапешт. 25 ноября части дивизии прорвались к городским окраинам. 30 ноября Волошин получил приказ готовиться к форсированию реки Дунай южнее Будапешта. Выполняя приказ, полковник Волошин лично выбирал наиболее удобные места на берегу Дуная для начала форсирования и изучал огневые точки противника на противоположном берегу, подходя вплоть до уреза воды, при этом многократно попадал под артиллерийско-миномётный обстрел, промок под ледяной декабрьской водой и сильно простудился. В день начала наступления, 5 декабря того же года, его 316-я стрелковая дивизия успешно формировала Дунай и захватили плацдарм, нанесла противнику большой урон. В этих боях дивизией уничтожено и ранено до 4000 тысяч немецких и венгерских солдат, уничтожено 15 танков и самоходных орудий, 56 артиллерийских орудий, 18 миномётов и 80 пулемётов, захвачено около 1000 пленных. В ходе боёв отказавшийся от направления в госпиталь Лаврентий Иванович Волошин тяжело заболел, доставлен в тяжелом состоянии в госпиталь и скончался 11 декабря 1944 года.
Похоронен в братской могиле советских воинов в Центральном парке города Черновцы.
Указом Президиума Верховного Совета СССР от 28 апреля 1945 года полковнику Лаврентию Ивановичу Волошину за успешное выполнение боевых заданий Командования на фронте борьбы с немецкими захватчиками и проявленные при этом отвагу и геройство присвоено звание Героя Советского Союза посмертно. 

## Награды
- Орден Ленина (28.04.1945, посмертно)
- Два ордена Красного Знамени (23.02.1928, 3.11.1944)
- Орден Красной Звезды (27.10.1943[5])
- Медаль «XX лет Рабоче-Крестьянской Красной Армии» (22.02.1938)
- Китайский орден

## Память
14 ноября 1985 года Березанской средней общеобразовательной школе № 3 (Барышевского района Киевской области) было присвоено наименование "имени Героя Советского Союза Л. И. Волошина".